# Protosiren
Protosiren és un gènere extint de mamífers sirenis de la família dels protosirènids que visqueren a l'oceà de Tetis durant l'Eocè, fa entre 37,7 i 47,8 milions d'anys. Se n'han trobat restes fòssils a Alemanya, Egipte, els Estats Units, França, Hongria, l'Índia i el Pakistan. A diferència dels sirenis d'avui en dia, encara conservava les potes posteriors. Els estudis del seu crani mitjançant tomografia axial computada han revelat que tenia el sentit del tacte ben desenvolupat i els sentits de la vista i l'olfacte un xic atrofiats, en consonància amb la transició a la vida en un medi aquàtic. El nom genèric Protosiren significa ‘primera sirena’ o, menys literalment, ‘primer sireni’.